# Paratetrapedia connexa
Paratetrapedia connexa är en biart som först beskrevs av Joseph Vachal 1909.  Paratetrapedia connexa ingår i släktet Paratetrapedia och familjen långtungebin. Inga underarter finns listade i Catalogue of Life.